# Opius barrosensis
Opius barrosensis är en stekelart som beskrevs av Fischer 1968. Opius barrosensis ingår i släktet Opius och familjen bracksteklar. Inga underarter finns listade i Catalogue of Life.